# Kenny Edwards

a Compétitions nationales et continentales officielles uniquement.

Kenny Edwards, né le 13 septembre 1989 à Levin (Nouvelle-Zélande), est un joueur de rugby à XIII néo-zélandais évoluant au poste de seconde ligne, de troisième ligne ou de demi d'ouverture. Il est le cousin de James Tamou, international australien de rugby à XIII.

## Biographie
Né à Levin en Nouvelle-Zélande, Kenny Edwards est de descendance maori et des Îles Cook. Il débute au rugby à XIII dès son plus jeune âge aux Knights de Levin puis aux Pythons de Pukekohe avant de signer pour le club de National Rugby League les Sea Eagles de Manly-Warringah. Il a la particularité d'avoir évolué dans l'équipe junior de Nouvelle-Zélande ainsi que de l'Australie.
Il dispute les rencontres juniors des Sea Eagles de Manly-Warringah à partir de 2008 mais son contrat est rompu en 2009 pour des raisons disciplinaires. Il rejoint alors l'équipe des jeunes du club des Dragons de St. George Illawarra en 2009 mais en 2011 son contrat est également rompu pour des raisons disciplinaires.
En 2012, il rejoint les TIgers de Southport dans la ligue de rugby de Gold Coast et entraîne l'équipe des moins de dix-sept ans du club. Toutefois, il est suspendu à la suite d'accusations d'incitation à la violence de son équipe durant la saison avant que les charges soient abandonnés et l'autorisent à reprendre son poste.

### Passage aux Eels de Parramatta
En 2013, il signe en National Rugby League aux Eels de Parramatta pour une année. Il dispute une seule rencontre cette saison-là mais le club renoue son contrat pour deux autres années. Ses performances sont remarqués notamment en Coupe de Nouvelle-Galles du Sud au point d'y être élu meilleur second ligne de la saison. Il prend en 2014 une place de titulaire en NRL avec Parramatta. Durant deux saisons en 2013 et 2014, il prend part à 42 rencontres de NRL pour cinq essais.
Sa carrière prend un coup d'arrêt en février 2016 à la suite d'une suspension de neuf mois pour avoir pris la place de Kaysa Pritchard lors d'un test antidopage. Pour son retour en 2017, il est plaide coupable pour violence domestique l'empêchant de prendre aux sept premières rencontres de la saison mais ne sort plus de la feuille du match à son retour, disputant la phase finale de NRL avec Parramatta, défaite en demi-finales par les Cowboys de North-Queensland 16-24.
En 2018, après huit rencontres de NRL, le club de Parramatta casse son contrat à la suite d'un délit de fuite à un contrôle routier puis abandon de véhicule alors que son permis de conduire était suspendu. Le 19 mai 2018, le club met fin à son contrat.

### Arrivée aux Dragons Catalans
Libéré par son club des  Eels de Parramatta après 70 rencontres disputées sous ces couleurs, Kenny Edwards décide de s'expatrier en France aux Dragons Catalans qui disputent la Super League.

## Palmarès
- Collectif :
  - Vainqueur de la Challenge Cup : 2018 (Dragons Catalans).

### En club

#### Statistiques
| Saison | Club             | Compétition           | Matchs | Points | Essais | Goals | Drops |
| ------ | ---------------- | --------------------- | ------ | ------ | ------ | ----- | ----- |
| 2013   | Parramatta Eels  | National Rugby League | 1      | 0      | 0      | 0     | 0     |
| 2014   | Parramatta Eels  | National Rugby League | 18     | 4      | 1      | 0     | 0     |
| 2015   | Parramatta Eels  | National Rugby League | 0      | 0      | 0      | 0     | 0     |
| 2016   | Parramatta Eels  | National Rugby League | 24     | 16     | 4      | 0     | 0     |
| 2017   | Parramatta Eels  | National Rugby League | 19     | 0      | 0      | 0     | 0     |
| 2018   | Parramatta Eels  | National Rugby League | 8      | 4      | 1      | 0     | 0     |
| 2018   | Dragons Catalans | Super League          | 13     | 32     | 8      | 0     | 0     |
| 2018   | Dragons Catalans | Challenge Cup         | 3      | 0      | 0      | 0     | 0     |
| 2019   | Dragons Catalans | Super League          | 18     | 8      | 2      | 0     | 0     |
| 2019   | Dragons Catalans | Challenge Cup         | 2      | 0      | 0      | 0     | 0     |